# Брузіо
Брузіо (італ. Brusio) — громада  в Швейцарії в кантоні Граубюнден, регіон Берніна.

## Географія
Громада розташована на відстані близько 220 км на схід від Берна, 80 км на південний схід від Кура.
Брузіо має площу 46,3 км², з яких на 2,5% дозволяється будівництво (житлове та будівництво доріг), 15,3% використовуються в сільськогосподарських цілях, 55,6% зайнято лісами, 26,6% не є продуктивними (річки, льодовики або гори).

## Демографія
2019 року в громаді мешкало 1120 осіб (-0,3% порівняно з 2010 роком), іноземців було 14,1%. Густота населення становила 24 осіб/км².
За віковим діапазоном населення розподілялося таким чином: 14,6% — особи молодші 20 років, 56,2% — особи у віці 20—64 років, 29,2% — особи у віці 65 років та старші. Було 476 помешкань (у середньому 2,3 особи в помешканні).
Із загальної кількості 857 працюючих 149 було зайнятих в первинному секторі, 402 — в обробній промисловості, 306 — в галузі послуг.